# HawkSat I
HawkSat I est un nano-satellite de format CubeSat développé par Hawk Institute for Space Sciences et destiné à effectuer des expériences technologiques. 
D'une masse de 1 kg, il a été placé en orbite le 19 mai 2009 par une fusée Minotaure depuis le centre de lancement de Wallops Island.